# إليزابيث وايت
إليزابيث وايت (بالإنجليزية: Elisabeth White)‏ هي مغنية أسترالية، ولدت في 13 يونيو 1976 في سيدني في أستراليا.

## وصلات خارجية
- الموقع الرسمي
- إليزابيث وايت على موقع IMDb (الإنجليزية)